# Břevnice
Břevnice település Csehországban, a Havlíčkův Brod-i járásban. Břevnice Dolní Krupá, Kyjov, Knyk és Havlíčkův Brod településekkel határos. Lakosainak száma 159 fő (2024. január 1.).

## Népesség
A település lakosságának változását az alábbi diagram mutatja:
| Lakosok száma | 294  | 198  | 241  | 205  | 165  | 168  | 148  | 151  | 168  | 159  |
|               | 1869 | 1900 | 1921 | 1961 | 1980 | 2011 | 2016 | 2019 | 2021 | 2024 |